# Полевая (приток Северушки)
Полева́я — река в Полевском городском округе Свердловской области России, правый приток Северушки.
Река берёт начало западнее города Полевского, на восточных склонах Уфалейского хребта, недалеко от горы Азов. Длина реки составляет 16 км, площадь водосбора — 86,5 км². Вместе с другими небольшими речками: Зелёной, Светлой, Ельничной и Чёрной — образует Полевское водохранилище у плотины Полевского завода. Далее протекает у подножия Думной горы на северо-восток, через Штанговое водохранилище. Ниже по течению впадает в Северское водохранилище на Северушке.